# Нова Вас-при-Єлшанах
Нова Вас-при-Єлшанах (словен. Nova vas pri Jelšanah) — поселення в общині Ілірська Бистриця, Регіон Нотрансько-крашка, Словенія. Висота над рівнем моря: 557,2 м.